# 男劇団 青山表参道X
男劇団 青山表参道X（おとこげきだんあおやまおもてさんどうエックス）は、オスカープロモーションの男性若手俳優・モデルで構成された日本の男性演劇集団及びメンバーのファンクラブの名称。

## 概要
2017年11月14日にザ・プリンス・パークタワー東京でお披露目記者発表会が行われ選抜メンバーが30名がお披露目された。
12月25日に原宿クエストホールに男劇団 青山表参道X 1st Fan Event X’masPartyを行いファンにお披露目された。
2018年6月13日-6月17日、AiiA 2.5 Theater Tokyoにて、旗揚げ公演『SHIRO TORA〜beyond the time〜』を上演。これ以降も舞台上演を行い、メンバーは個人で俳優・タレント・モデルとして活動する。
2020年10月1日より選抜メンバーの栗山航、塩野瑛久、飯島寛騎、西銘駿、定本楓馬、宇野結也、奥野壮、庄司浩平 で活動。
2021年2月22日、塩野瑛久が所属事務所オスカープロモーションからの退所、並びに男劇団 青山表参道Xの退団を発表。
2023年6月30日、栗山航、定本楓馬が青山表参道Xから退団、並びに全員が青山表参道Xの劇団としての活動を終了。

## メンバー
旗揚げ公演時のメンバーは2020年開催の東京五輪の時にオスカープロモーションが創立50周年を迎えることを受けて「男女問わず発掘に力を注ぎたい」との思いから、事務所に所属する若手俳優・モデルから30人を選抜した。
2020年10月1日より選抜メンバーのみで活動。
公式サイトにおけるプロフィール、過去の実績をもとに記述。
| 名前                            | 生年月日               | 出身地 | 備考           |
| ------------------------------- | ---------------------- | ------ | -------------- |
| 飯島 寛騎 （いいじま ひろき）   | 1996年8月16日（28歳）  | 北海道 |                |
| 奥野 壮 （おくの そう）         | 2000年8月21日（24歳）  | 大阪府 | 2018年7月加入  |
| 庄司 浩平 （しょうじ こうへい） | 1999年10月28日（25歳） | 東京都 | 2019年10月加入 |

### 過去のメンバー
| 名前                            | 脱退時期       | 卒業/脱退 | 加入時期 | 備考 |
| ------------------------------- | -------------- | --------- | -------- | ---- |
| 明珍 隼人 （みょうちん はやと） | 2018年12月24日 | 卒業      | 結成時   |      |
| 守谷 駿 （もりや しゅん）       | 2018年12月24日 | 卒業      | 結成時   |      |
| 仲田 博喜 （なかだ ひろき）     | 2019年11月末   | 卒業      | 結成時   |      |
| 水江 建太 （みずえ けんた）     | 2019年11月末   | 卒業      | 結成時   |      |
| 辻 憲斗 （つじ けんと）         | 2019年12月24日 | 卒業      | 結成時   |      |
| 土居 秀士 （どい しゅうじ）     | 2019年12月24日 | 卒業      | 結成時   |      |
| 岡宮 来夢 （おかみや くるむ）   | 2020年5月31日  | 卒業      | 結成時   |      |
| 立花 裕大 （たちばな ゆうた）   | 2020年6月30日  | 卒業      | 結成時   |      |
| 岩田 知樹 （いわた ともき）     | 2020年6月30日  | 卒業      | 結成時   |      |

### 2020年9月30日まで所属していたメンバー
| 名前 （よみ）                         | 生年月日               | 出身地   | 備考                  |
| ------------------------------------- | ---------------------- | -------- | --------------------- |
| 村上 由歩 （むらかみ ゆうほ）         | 1995年2月22日（30歳）  | 神奈川県 | 村上弘明の息子        |
| 小沼 将太 （おぬま しょうた）         | 1989年8月9日（35歳）   | 茨城県   |                       |
| 中村 嘉惟人 （なかむら かいと）       | 1998年4月5日（26歳）   | 愛知県   |                       |
| 長田 翔恩 （おさだ しょーん）         | 1997年1月10日（28歳）  | ハワイ   |                       |
| 湯本 健一 （ゆもと けんいち）         | 1993年9月29日（31歳）  | 茨城県   |                       |
| 松本 健太 （まつもと けんた）         | 1996年10月4日（28歳）  | 兵庫県   | 2019年4月正式メンバー |
| 沖津 海友 （おきつ みゆ）             | 1995年4月2日（29歳）   | 東京都   |                       |
| 池上 翔 （いけがみ しょう）           | 1996年6月28日（28歳）  | 長野県   |                       |
| 富永 盛也 （とみなが せいや）         | 1997年9月20日（27歳）  | 埼玉県   | 2019年4月正式メンバー |
| 山際 海斗 （やまぎわ かいと）         | 1995年1月18日（30歳）  | 東京都   | 2019年4月加入         |
| 百瀬 拓実 （ももせ たくみ）           | 2002年7月26日（22歳）  | 千葉県   | 2019年4月加入         |
| 依田 啓嗣 （よだ たかし）             | 1988年9月24日（36歳）  | 東京都   |                       |
| 沢柳 健 （さわやなぎ けん）           | 1998年11月9日（26歳）  | 東京都   |                       |
| 新井 裕介 （あらい ゆうすけ）         | 1985年10月23日（39歳） | 埼玉県   |                       |
| 山本 学 （やまもと まなぶ）           | 1990年1月15日（35歳）  | 岡山県   |                       |
| 田中 ジョシュア （たなか じょしゅあ） | 2000年8月19日（24歳）  | アメリカ |                       |
| 佐々木 駿 （ささき はやて）           | 1995年12月19日（29歳） | 北海道   |                       |
| 春口 尚人 （はるぐち なおと）         | 1994年8月24日（30歳）  | 福岡県   |                       |
| チャンヘ                              | 1993年10月11日（31歳） | 神奈川県 | 2019年10月加入        |
| 竹鼻 優太 （たけはな ゆうた）         | 1994年5月2日（30歳）   | 岩手県   | 2019年10月加入        |
| 倉元 大気 （くらもと たいき）         | 1997年5月13日（27歳）  | 東京都   |                       |
| 久保 俊貴 （くぼ しゅんき）           | 1992年3月19日（32歳）  | 大阪府   |                       |
| 内田 世朗 （うちだ せろう）           | 1994年10月7日（30歳）  | 静岡県   |                       |
| 松島 博毅 （まつしま ひろき）         | 1999年9月17日（25歳）  | 京都府   |                       |
| 開 荘一朗 （ひらき そういちろう）     | 1995年10月15日（29歳） | 高知県   |                       |
| 大工原 慧 （だいくばら けい）         | 1998年7月4日（26歳）   | 東京都   |                       |
| 森本 将太 （もりもと しょうた）       | 1999年2月28日（26歳）  | 岡山県   |                       |

### 選抜メンバー期以降
| 名前                          | 脱退時期      | 卒業/退団 | 加入時期 | 備考       |
| ----------------------------- | ------------- | --------- | -------- | ---------- |
| 塩野 瑛久 （しおの あきひさ） | 2021年2月28日 | 退団      | 結成時   | 副リーダー |
| 西銘 駿 （にしめ しゅん）     | 2021年6月30日 | 退団      | 結成時   |            |
| 宇野 結也 （うの ゆうや）     | 2022年1月31日 | 退団      | 結成時   |            |
| 栗山 航 （くりやま わたる）   | 2023年6月30日 | 退団      | 結成時   | リーダー   |
| 定本 楓馬 （さだもと ふうま） | 2023年6月30日 | 退団      | 結成時   |            |

## 公演
第一回本公演『SHIRO TORA〜beyond the time〜』
- 作：亀田真二郎
- 演出：伊藤マサミ
- 日程・会場：2018年6月14日 - 17日、東京都 AiiA 2.5 Theater Tokyo 

神保町花月×男劇団 青山表参道Xコラボ公演「ダサいこと、やろうぜ！」
- 作：丸山智子
- 演出：押見泰憲（犬の心）
- 日程・会場：2019年3月6日 - 9日、神保町花月

第二回本公演 『ENDLESS REPEATERS -エンドレスリピーターズ- 』
- 作・演出：川尻恵太
- 日程・会場：2019年7月20日 - 28日、東京都 品川プリンスホテル クラブeX 

神保町花月×男劇団 青山表参道Xコラボ公演 Vol.2「Xコント」
- 監修：押見泰憲（犬の心）
- 作家：中村元樹、池田亮
- 日程・会場：2019年9月6日 - 8日、神保町花月

## ネットドラマ

### 男劇団 青山表参道X 〜○○な会議室〜
- 選抜メンバー8人それぞれが主役のショートドラマをシアターコンプレックスにて2020年11月1日から配信[29]。

| エピソード  | タイトル               | メンバー           | 助演               |
| ----------- | ---------------------- | ------------------ | ------------------ |
| エピソード1 | ナルシス君             | 飯島寛騎、西銘駿   | 中川知香           |
| エピソード2 | 運び屋                 | 塩野瑛久           | 小澤奈々花、敦士   |
| エピソード3 | ずっと見てるよ         | 定本楓馬、宇野結也 | 花岡なつみ         |
| エピソード4 | 仮釈放                 | 奥野壮、栗山航     | 前川泰之           |
| エピソード5 | 二人の密約             | 西銘駿             | 工藤綾乃、みっちー |
| エピソード6 | スキャンダル           | 栗山航             | 川瀬莉子、阿部桃子 |
| エピソード7 | 神様どうか盗んで下さい | 庄司浩平           | 中村静香、敦士     |
| エピソード8 | 不倫してます           | 宇野結也           | 是永瞳、前川泰之   |

### スタッフ
- 企画：古賀誠一
- 脚本・監督：山田大作
- プロデューサー：松本徹
- 制作著作：オスカープロモーション

## 出演
男劇団 青山表参道X内の活動のみ記述。

### イベント
- 男劇団 青山表参道X 1st Fan Event X’masParty (2017年12月25日、東京・原宿クエストホール)[4]
- 男劇団 青山表参道X 2nd Fan Event〜ファンクラブ結成記念！ここから盛り上がっていくぞー！〜　(2018年2月24日、東京・原宿クエストホール)
- 男劇団 青山表参道X3rd Fan Event 〜Happy White Day 2018〜 (2018年3月12日、東京・品川 THE GRAND HALL)
- 男劇団 青山表参道Xコラボレーションカフェ (2018年6月23日-7月16日、コラボレーションカフェ原宿竹下店)
- 男劇団 青山表参道X 4th Fan Event〜1周年記念！大人も子供もO-AOX’mas Party〜 (2018年12月24日、東京・よみうり大手町ホール)
- 5th Fan Event 〜2周年記念！今年は僕たちがサンタクロースだ！〜 (2019年12月24日、東京・よみうり大手町ホール)[30]

### 主な個人の出演
個人で単独記事のある者については各記事を参照のこと。